# OTUD4
OTUD4‏ (OTU deubiquitinase 4) هوَ بروتين يُشَفر بواسطة جين OTUD4 في الإنسان.
جرى العثور على متغيرين من النسخ المتصلين بشكل بديل يشفران أشكالًا متماثلة مميزة لهذا الجين. الشكل البروتيني الأصغر المشفر بواسطة المتغير النسخي الأقصر لا يوجد إلا في الخلايا المصابة بفيروس العوز المناعي البشري من النوع 1.